# Lista de unidades federativas do Brasil por proporção de gastos com funcionalismo
Relação da proporção de gastos com funcionalismo público por unidade federativa. Segundo a Lei de Responsabilidade Fiscal (LRF), a folha de pagamento do Executivo não pode ultrapassar 49% da receita líquida. Acima disso sobrecarrega os orçamentos estaduais. Em negrito os estados que gastam acima de 49% com funcionalismo estadual.
| Posição | Unidade federativa  | Gastos com funcionalismo (%) |   |        |       |
| ------- | ------------------- | ---------------------------- | - | ------ | ----- |
| Posição | Unidade federativa  | Gastos com funcionalismo (%) | 1 | Paraná | 53,65 |
| 2       | Rio Grande do Norte | 53,49                        |   |        |       |
| 3       | Tocantins           | 49,96                        |   |        |       |
| 4       | Mato Grosso         | 49,85                        |   |        |       |
| 5       | Alagoas             | 49,65                        |   |        |       |
| 6       | Santa Catarina      | 48,98                        |   |        |       |
| 7       | Paraíba             | 48,97                        |   |        |       |
| 8       | Distrito Federal    | 48,01                        |   |        |       |
| 9       | Sergipe             | 47,97                        |   |        |       |
| 10      | Amazonas            | 47,81                        |   |        |       |
| 11      | Rio Grande do Sul   | 47,31                        |   |        |       |
| 12      | Pernambuco          | 47,23                        |   |        |       |
| —       | Média nacional      | 46,03                        |   |        |       |
| 13      | Bahia               |                              |   |        |       |
| 14      | Pará                | 45,97                        |   |        |       |
| 15      | Minas Gerais        | 45,82                        |   |        |       |
| 16      | São Paulo           | 45,81                        |   |        |       |
| 17      | Goiás               | 45,73                        |   |        |       |
| 18      | Acre                | 44,92                        |   |        |       |
| 19      | Amapá               | 44,59                        |   |        |       |
| 20      | Piauí               | 44,49                        |   |        |       |
| 21      | Ceará               | 44,46                        |   |        |       |
| 22      | Espírito Santo      | 44,41                        |   |        |       |
| 23      | Rondônia            | 43,92                        |   |        |       |
| 24      | Mato Grosso do Sul  | 40,57                        |   |        |       |
| 25      | Roraima             | 39,90                        |   |        |       |
| 26      | Maranhão            | 39,20                        |   |        |       |
| 27      | Rio de Janeiro      | 34,29                        |   |        |       |